# Gisilia
Gisilia là một chi bướm đêm thuộc họ Cosmopterigidae.